# Limnephilus sericeus
Limnpehilus sericeus – gatunek chruścika z rodziny bagiennikowatych (Limnephilidae). Larwy budują baryłkowate domki z fragmentów detrytusu i fragmentów roślin wodnych.
Gatunek holarktyczny, w Europie ma rozmieszczenie północno-górskie, larwy zasiedlają jeziora, rzeki i strumienie. W Polsce może być uważany za limneksena lub limnefila, gatunek rzadki.
Materiał obejmuje imago złowione nad jez. Łąkie oraz niepewnie oznaczone larwy z jezior Wielkopolski. W Europie Północnej L. sericeus zasiedla stawy i zbiorniki okresowe oraz jeziora. W Tatrach spotykany w jeziorach strefy lasu. Larwy typowe dla torfowisk i zbiorników okresowych okolic rzeki Kołymy.